# Ольгин Мальярино, Карлос
Карлос Ольгин Мальярино (исп. Carlos Holguín Mallarino; 11 июня 1832 года, Новита, Республика Новая Гранада — 19 октября 1894 года, Богота) — колумбийский политический и государственный деятель, президент Колумбии (7 августа 1888 — 7 августа 1892), юрист, журналист, судья, полковник, дипломат, Министр иностранных дел Колумбии (1887—1888).

## Биография
Родился в престижной семье местной консервативной аристократии. Племянник политика, и. о. Президента Республики Новая Гранада в 1855—1857 годах Мануэля Марии Мальярино. Брат президента Колумбии Хорхе Ольгин Мальярино (1921—1922). Его зятем был президент Колумбии Мигель Антонио Каро Тобар (1894—1898).
До 1852 года изучал право в Университете Росарио в Боготе, стал юристом. Занимался журналистикой. Работал на государственной службе в центральном правительстве. В 23 года был избран сенатором штата от округа Буэнавентура, затем председателем Сената Каука, несколько раз избирался в Национальный конгресс Колумбии. В 1859 году назначен членом Федерального Верховного суда.
Занимал несколько министерских постов, был министром иностранных дел, внутренних дел и обороны.
Участник Гражданской войны в Колумбии (1860—1862).
Был послом в Великобритании с 1880 года и в Испании с 1881 года.
С 1888 по 1892 год — президент Колумбии. Во время своего президентства занимался улучшением национальной инфраструктуры, восстановлением и развитием основных автомагистралей, железных дорог, верфей, морских портов, водных путей на реках страны, электрических и телефонных сетей, создал и учредил национальную полицию («Policia Nacional»).